# Gilles Ségal
Gilles Ségal (* 13. Januar 1929 in Fălticeni, Rumänien; † 11. Juni 2014 in 13. Arrondissement, Paris, Frankreich) war ein französischer Schauspieler, Pantomime und Dramatiker rumänisch-jüdischer Herkunft.

## Biographie
Seine Eltern kamen aus Rumänien und ließen sich 1934 in Frankreich nieder, sein Vater war Schausteller. Er begann an der Sorbonne ein Philosophiestudium, gab dies aber auf, da er von der Welt des Schauspiels fasziniert war. Seine ersten Erfahrungen sammelte er als Pantomime bei Marcel Marceau, in dessen Truppe er von 1952 bis 1960 auftrat.
Bekannt wurde Segal 1964 als spektakulärer Einbrecher Giulio in Jules Dassins Topkapi. Er diente mit der legendären Szene, in der er sich lautlos zum diamantenbesetzten Dolch abseilte, als Vorbild für Tom Cruises Part in Mission: Impossible. Zwei Jahre später spielte er eine Hauptrolle in der sowjetisch-französischen Koproduktion Tretya molodost. In den 1970er Jahren arbeitete er mit Costa-Gavras (Das Geständnis), Marc Monnet (Léa im Winter), Philippe Labro (Neun im Fadenkreuz) und Édouard Molinaro (Flucht im Kreis).
Ein großer Erfolg war seine Rolle als Ehemann an der Seite von Brigitte Fossey in Claude Faraldos Honigblüten. Eine wichtige Fernsehrolle hatte er 1975 als Julius Rosenberg neben Marie-José Nat in Die Rosenbergs dürfen nicht sterben. In den 1980er Jahren spielt Gilles Segal vor allem in Fernsehfilmen, so als Bernard neben Claude Jade in Nous ne l’avons pas assez aimée (1980), als Kommissar Sarrasin in L' Afrique, c’est loin (1982) und als Herbert John neben Farrah Fawcett in Verfolgt und gejagt (Nazi Hunter: The Beate Klarsfeld Story) (1986). In den 90er und 2000er Jahren trat Segal vorwiegend in Fernsehrollen (u. a. 2003 neben Marie-José Nat in Als ich sieben war) in Erscheinung.

## Filmografie (Auswahl)
- 1964: Topkapi
- 1969: Die Irre von Chaillot (The Madwoman of Chaillot)
- 1969: Eine Reise mit der Liebe und dem Tod (A Walk with Love and Death)
- 1969: Briefe aus Stalingrad (Lettres de Stalingrad)
- 1970: Das Geständnis (L’aveu)
- 1971: Neun im Fadenkreuz (Sans mobile apparent)
- 1972: Das Recht zu lieben (Le droit d'aimer)
- 1973: Die Ausgebufften (Les valseuses)
- 1973: Flucht im Kreis (Le gang des otages)
- 1975 Die großen Detektive (Les Grands Détectives, Fernsehserie, 1 Folge)
- 1975 Die Rosenbergs dürfen nicht sterben (Les Rosenberg ne doivent pas mourir)
- 1976 Honigblüten (Les fleurs du miel)
- 1982: Kommissar Moulin (Commissaire Moulin, Fernsehserie, 1 Folge)
- 1982: Enigma
- 1985: Das Lied von den kommenden Tagen (Les lendemains qui chantent)
- 1987: Moselbrück (Fernsehserie, 5 Folgen)
- 2003: Als ich sieben war (L’année de mes sept ans)